# Bohdan Kosiński

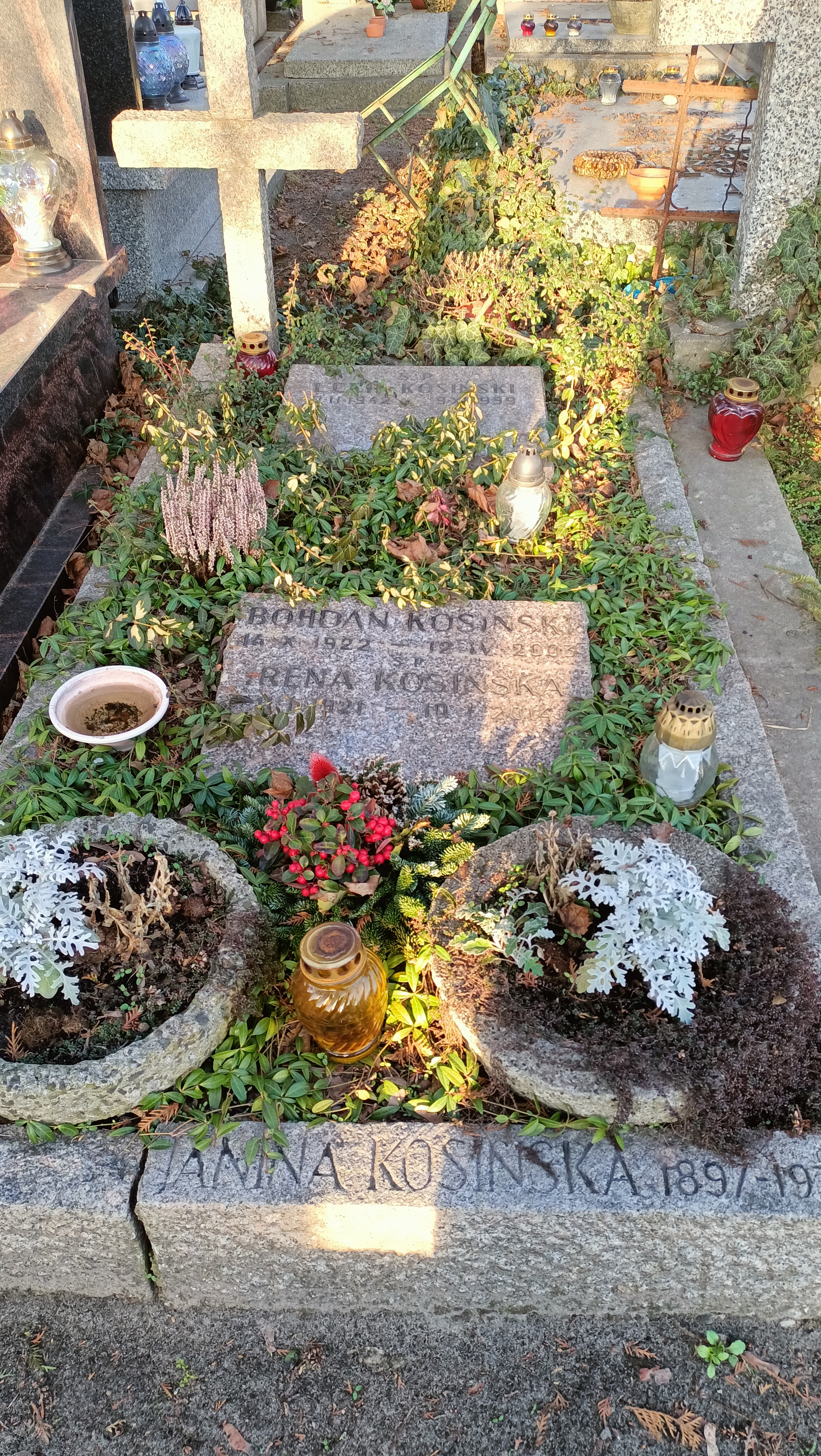
Grób Bohdana Kośińskiego na cmentarzu Wojskowym na Powązkach

Bohdan Kosiński (ur. 14 października 1922 w Kościeniewiczach, zm. 12 kwietnia 2003 w Warszawie) – polski reżyser filmów dokumentalnych, scenarzysta, członek Stowarzyszenia Filmowców Polskich i Komitetu Kultury Niezależnej, pedagog.

## Życiorys
Syn Henryka. Po wybuchu II wojny światowej związany był z podziemnym PPS-Lewicą oraz spółdzielczością spożywców „Społem”. Od końca wojny do 1950 był zawodowym wojskowym, służył w marynarce wojennej. W 1955 ukończył studia na Wydziale Reżyserii Państwowej Wyższej Szkoły Filmowej w Łodzi. Po studiach trafił na rok do Polskiej Kroniki Filmowej. Od 1956 do 1987 związany z warszawską Wytwórnią Filmów Dokumentalnych. Współpracował także z Wytwórnią Filmową „Czołówka”, Telewizją Polską. Wykładał w latach 1975–1978 w PWSFTviT w Łodzi, w latach 1982–1988 na Uniwersytecie Jagiellońskim w Krakowie. Od powstania w 1990 Studia Filmowego „Kronika” realizował tutaj większość filmów. Od 1966 działał w Stowarzyszeniu Filmowców Polskich, pełnił w nim m.in. funkcje wiceprzewodniczącego ZG oraz przewodniczącego zarządu sekcji filmu dokumentalnego. W latach 1948–1976 należał do PZPR. Uczestnik opozycji przedsierpniowej, współpracownik KOR, a potem „Solidarności”. 23 sierpnia 1980 roku dołączył do apelu 64 uczonych, pisarzy i publicystów do władz komunistycznych o podjęcie dialogu ze strajkującymi robotnikami. Był głównym inicjatorem powstania filmu dokumentalnego Robotnicy ’80 (1980), lecz decyzją władz został wykluczony z kręcącej go ekipy.
W 1998 otrzymał Smoka Smoków na Festiwalu Filmów Krótkometrażowych w Krakowie.
Był mężem Ireny Stanisławy z Maziejuków (1921–2014).
Zmarł w Warszawie, pochowany na cmentarzu Wojskowym na Powązkach (kwatera B38-6-28).

## Ordery i odznaczenia
- Krzyż Oficerski Orderu Odrodzenia Polski (pośmiertnie, 2006)[5]
- Krzyż Kawalerski Orderu Odrodzenia Polski
- Krzyż Partyzancki[1]
- Srebrny Krzyż Zasługi (dwukrotnie: po raz drugi 16 kwietnia 1947[6])

## Upamiętnienie
Bohdan Kosiński jest bohaterem dokumentu Dlatego zrobiłem ten film, nakręconego przez Antoniego Krauzego w 2001 roku.